# Leninbund
 (mars 2025).
Le Leninbund (également appelé Lenin-Bund et Leninbund (Linke Kommunisten) ) était un parti communiste en Allemagne. 

## Histoire
Le Leninbund a été constitué au début du mois d'avril 1928, ses membres (initialement environ 6.000) étaient essentiellement d'anciens membres du KPD qui ont été exclus du parti après que «l'ultra-gauche» et l'aile gauche aient été évincées par la direction d'Ernst Thälmann. 
Parmi eux figuraient plusieurs membres du Reichstag et du Landtag (qui agissait au Reichstag et au Landtag prussien sous le nom de communistes de gauche) et d'autres membres éminents du parti tels que Ruth Fischer, Arkadi Maslow, Werner Scholem, Paul Schlecht, Hugo Urbahns et Guido Heym. Les membres fondateurs ont exprimé leur solidarité avec les positions de l'Opposition Unie autour de Trotsky et Zinoviev en Union soviétique, et ont critiqué divers aspects des politiques de la Comintern et du PCUS (par exemple la ligne du « socialisme dans un seul pays » de Staline et l'alliance avec le Kuomintang en Chine) comme des déviations révisionnistes. 
Avant l'élection du Reichstag en 1928, l'organisation a vécu sa première grande scission lorsque, à l'exception d'Hugo Urbahns (qui mena le Leninbund jusqu'à sa fin), tous ses politiciens éminents ont quitté l'organisation (à cause de la capitulation de Zinoviev et Kamenev devant les positions majoritaires en URSS et de la participation aux élections vue comme prématurée). Le résultat de l'élection de 1928 (0,26  % ; 80 230 voix) fut donc décevant. Le processus lent mais régulier de désintégration devint rapidement inarrétable, d'autant plus que le KPD attaquait violemment le Leninbund dans le cadre de la politique de la troisième période, où toute organisation ouvrière non communiste était qualifiée de fasciste. Des membres individuels tels que Fritz Schimanski ont rejoint le KPD, et d'autres comme Guido Heym ont rejoint le SPD, de sorte que le Leninbund se réduisit à quelque 1 000 membres. Le Leninbund n'est resté important que dans quelques localités, à Dortmund, Neu-Isenburg, Brunsbüttelkoog, et certaines villes du Brandebourg telles que Bernau et Rathenow il était représenté dans les parlements locaux. En Rhénanie et à Berlin, certains des partisans de Karl Korsch ont rejoint l'organisation après que leurs propres structures aient été formellement dissoutes; en 1930, cependant, l'aile véritablement trotskyste autour d'Anton Grylewicz a scissionné après des controverses sur la question de la réformabilité du KPD et de la Comintern et du caractère de la politique étrangère soviétique, et s'est constitué sous le nom d'Opposition de Gauche du KPD. Reconnaissant très tôt le danger pour le mouvement ouvrier de la croissance du NSDAP, le Leninbund a été impliqué dans diverses tentatives à partir de 1930 pour construire un front uni des partis ouvriers SPD et KPD contre le fascisme, ce qui n'a abouti qu'à une coopération intensifiée avec d'autres petites organisations de gauche comme le KPO et le SAPD. 
Après plusieurs interdictions de sa presse en 1932 (le journal Volkswille, initialement publié quotidiennement en 1928, trois fois par semaine de 1928 à 1930, hebdomadaire de 1930 à 1932 et toutes les deux semaines jusqu'à l'interdiction définitive, et l'organe théorique, le Drapeau du communisme, toutes les deux semaines), l'organisation a dû entrer dans la clandestinité après l'incendie du Reichstag en 1933. Contrairement à d'autres petites organisations de gauche, cependant, le Leninbund n'a pas réussi à établir une direction étrangère fonctionnelle (un groupe d'exilés dirigé par Hugo Urbahns existait à Stockholm) ou des structures illégales centralisées. Des groupes de résistance régionaux du Leninbund étaient actifs dans diverses régions telles que Hambourg, la Thuringe ou la région de la Ruhr, souvent en coopération avec d'autres organisations de gauche. Après le déclenchement de la guerre en 1939, leurs traces ont été perdues.

## Voir également
- Liste des organisations communistes de gauche en République de Weimar